# Portail 0°-90°, Portail 8°-98°
Pour les articles homonymes, voir Portail (homonymie).
Portail 0°-90°, Portail 8°-98° est une œuvre de l'artiste François Morellet, installée à Nantes, en France

## Description
Portail 0°-90°, Portail 8°-98° est une sculpture monumentale. L'œuvre est composée de deux ensembles en forme de portail stylisé, chacun constitué de tiges métalliques régulièrement espacées afin de former une grille d'environ 15 m de long sur 10 m de haut. Le premier portail est peint en bleu clair et est installé perpendiculairement au sol, dans l'axe du chemin qu'il surplombe. Le deuxième portail est peint en bleu foncé, est incliné de 8° par rapport à l'horizontale et d'autant de l'axe de ce chemin. Il interpénètre le premier portail en son centre.
L'œuvre est installée sur le chemin d'accès au parvis de l'hôtel de région des Pays de la Loire, à l'extrémité est de l'île de Nantes, en Loire-Atlantique, à quelques mètres de la rive de la Loire. La grille bleu clair joue le rôle de portail d'entrée à l'hôtel de région tandis que la grille bleu foncé dérange cet ordonnancement. Elle ferait référence à la Loire proche et à l'inclinaison de certains hôtels particuliers de Nantes, comme ceux de l'île Feydeau et du quai de la Fosse.

## Historique
François Morellet réalise l'œuvre en 1987, lors de la construction de l'hôtel de région.